# 티베트어
티베트어(བོད་སྐད་ [ˈbø̞dˌskæd]) 또는 티베트 제어는 고대 티베트어에서 유래한 티베트 지방의 언어군이다. 티베트 제어는 단일한 언어가 아닌 여러 언어와 방언으로 이루어진 어군으로, 대략 8개의 방언군으로 나눌 수 있다. 다만 티베트어라 하면 단순히 표준 티베트어만을 가리키는 경우도 있다.
티베트어의 화자는 총 6백만 명 정도로 추산되며, 주로 티베트고원과 히말라야산맥 지대에서 사용된다. 오늘날 중국에서는 티베트 자치구와 칭하이성을 비롯하여 쓰촨성, 간쑤성, 윈난성의 일부 지역에 분포하는 티베트인이 그 대부분을 차지하며 그 중 라싸에서 쓰이는 방언이 표준 티베트어로 여겨지고 있다. 이외에 인도, 파키스탄, 네팔, 부탄에서는 티베트인 외에도 히말라야 산지의 여러 민족들이 라다크어, 발티어, 셰르파어, 시킴어, 종카어 등 다양한 티베트계 언어를 사용하고 있다.

## 역사
고전 티베트어에서는 성조가 없이 복잡한 닿소리를 그대로 소리냈다고 알려져 있지만, 위짱말, 라싸말, 캄바말과 같은 오늘날의 수많은 티벳 언어에는 성조가 생겨났다. 한편, 암도어 같은 몇몇 언어에서는 성조없이 글자 그대로 소리내기도 한다.

## 문자
티베트어에 사용되는 티베트 문자는 표음문자이며, 기원은 산스크리트어이다. 기본구성은 자음 30자, 모음 4자이다. 티베트 문자는 퇸미 삼보다(Thönmi Sambhoṭa)가 만들었다고 전해지지만, 고대 티베트 문헌에 등장하지 않는 인물이라 창제자는 확실하지 않다.
이외에 보조적으로 라틴 문자로 나타내는 방법에는 와일리 표기법(전자법), 티베트 문자 병음, THL 음성 전사법 등이 개발되어 있다.
파찰음 /ཙ/, /ཚ/, /ཛ/, /ཅ/, /ཆ/, /ཇ/은 마찰음 /ས/, /ཟ/, /ཤ/, /ཞ/으로 합쳐졌다.

## 음운의 역사
고대 티베트어의 음운은 문자로 썼을 때 더 정확하게 구현된다. 종성은 무성음화(devoiced)하여 읽지만 쓰기로는 유성음화(voiced)하여 작성한다. 접두사 문자는 기본음문자(root letter)에 음을 동화하여 표기한다. 문자 조합 hr과 lh는 무성음으로 읽되 반드시 r과 l에 해당하는 발음으로 대기음(aspirate)으로 읽지는 않는다. 문자 '는 모음 앞에서 유성 후두 마찰음(voiced guttural fricative)으로 읽지만, 자음 앞에서는 동기관 전비음화(homorganic prenasalization)로 읽는다. 기구(gigu) 뒷면(verso)이 음운적 의미가 있는지 여부는 논쟁 중이다.
예를 들어, 'Srongbtsan Sgampo'(송첸캄포)는 [sroŋpʦan zɡampo]로 읽어 왔지만, 현대 표준 라싸 티베트어는 [sɔ́ŋʦɛ̃ ɡʌ̀mpo]로 읽으며, 'babs'는 [mbaps]로 읽어 왔지만 현재 표준 티베트어는 [bapˤ]로 읽는다.
이미 9세기에 연속음 단순화(cluster simplification), 무성음화, 성조화가 중앙 방언에서 시작하였고, 다른 언어 특히 중국어와 위구르어로 음역된 티베트 단어들에서도 볼 수 있다.
이러한 현상의 발생은 티베트어가 진화한 모습을 그리게 한다. 821-822년 티베트와 중국 사이에 체결된 라싸 조캉(Jokhang) 사원 조약 비문에서 보이듯이, 9세기에는 복잡한 초성자음군이 없어지고 성조화가 진행되고 있었다.
다음 변화는 짱(Tsang 혹은 Gtsang) 방언에서 발생하였다. 라딱(ra-btags)이 반전 자음(retroflex consonant)으로 대체되었고, 야딱(ya-btags)은 구개음(palatal)으로 되었다.
이후 상접자/유관자(superscribed letter)와 후접자(final) d와 s는 사라졌지만, 동쪽과 서쪽에서는 그렇지 않았다. 이 단계에서 티베트어는 라훌(Lahul)과 스피티(Spiti)에서 확산되었는데, 상접자는 묵음이 되고 d와 g 후접자는 거의 들리지 않았으며, as, os, us는 ai, oi, ui가 되었다. 티베트에서 국경 언어로 도입된 단어들은 초기에 도입된 것들과 크게 다르다.
기타 변화들은 최근에 일어났으며 위(Ü)와 짱(Tsang)에만 국한된다. 위 지방에서, 현재 모음 'a', 'o', 'u'는 설단음(舌端音, coronal) 'i', 'd', 's', 'l', 'n'이 뒤에 올 경우 대부분 움라우트화되어 'ä', 'ö', 'ü'로 발음된다. 같은 현상이 짱 지방에도 발생하고 있지만, 'l'이 뒤에 오는 경우는 움라우트화가 안되고 모음이 장음화되기만 한다. 유성파열음(medial)은 저음(low intonation)의 가벼운 대기음(aspirate tenue)이 되고, 이 역시 단순한 초성 자음(initial consonant) 단어들이 그러하다. 구어에서 단순화되는 전대기음(former aspirate)과 복합초성군(complex initial)은 고조의 날카롭고 빠른 음성으로 발음된다.

## 하위 언어/방언
티베트어는 하나의 언어라기보다는 여러 방언/언어로 이루어진 어군이다. 전통 지방 구분에 따라서는 크게 3가지, 곧 표준어가 속하는 위창어를 비롯하여 암도어, 캄어의 방언으로 나눌 수 있는데, 실제로는 더 다양한 언어와 방언들이 존재한다. Bradley (1997)는 다음과 같은 분류를 제시하고 있다.
- 서부 고 티베트어: 성조 없음. 라다크어, 발티어 등
- 서부 신 티베트어: 약한 성조 있음. 라훌어, 스피티어 등
- 암도 티베트어: 성조 없음
- 캄 티베트어: 성조 있음
- 중앙 티베트어: 약한 성조 있음. 위창 지역 티베트어 방언들, 특히 표준 티베트어(라싸 티베트어)를 포함한다.
- 북부 티베트어: 티베트 북부와 칭하이의 티베트어 방언들. 캄 티베트어의 일부로 여겨지기도 한다.
- 남부 티베트어: 인도의 시킴어, 네팔의 셰르파어, 지렐어, 부탄의 종카어 등.

## 예시

### 숫자 비교
위짱어, 암도어, 캄바어로 소리낸 티베트어 수사:
| GLOSA | 위짱 (가운데) | 위짱 (가운데) | 위짱 (가운데) | 위짱 (가운데) | 위짱 (가운데) | 위짱 (가운데)  | 위짱 (가운데) | 암도  | 캄/캄바 | 고전티베트어   |
| GLOSA | 라싸          | 쳥쨩          | 돌뽀          | 지렐          | 무곰          | 셸빠           | 욜모          | 암도  | 캄/캄바 | 고전티베트어   |
| ----- | ------------- | ------------- | ------------- | ------------- | ------------- | -------------- | ------------- | ----- | ------- | -------------- |
| '1'   | ʨiʔ53         | ʨi53          | ʂik           | dokpoi        | ʧɪk           | ʦɪk55          | ʨīː           | xʨɨx  | ʨi55    | *xʨik gtšig    |
| '2'   | ȵi55          | ȵi55          | ɲiː           | ŋi            | ŋi            | ŋi55           | ɲìː           | ɦȵi   | ɲɯ53    | *gnis gnis     |
| '3'   | sum55         | sɔ̃53          | sum           | sum           | sum           | sum55          | sūm           | sɘm   | sũ53    | *xsum gsum     |
| '4'   | ɕi13          | ɣɯ31          | ɕi̤ː           | si            | ɕi            | ʣi55           | ʑì̤            | ɦʑɘ   | ʐə33    | *βʑi bži       |
| '5'   | ŋa53          | ɴɐ53          | ŋa            | ŋa            | ŋá            | ŋɑ55           | ŋɑ̀            | ɦŋa   | ŋɑ53    | *ɬŋɑ lŋa       |
| '6'   | tʂʰuʔ13       | tʂu31         | ʈṳk           | tʰuk          | duk           | ɖʊk11          | ʈṳ̀ː           | tʂəx  | tʂo33   | *dɽuk drug     |
| '7'   | tỹ15          | dɛ̃24          | ty̤n           | duin          | dun           | dɪn55          | t̪ì̤n           | ɦdɘn  | dĩ33    | *βdun bdun     |
| '8'   | ɕɛʔ13         | dʑe31         | ce̤ʔ           | get           | ket           | gæ55           | cē̤ː           | ɦdʑʲɛ | ʑe33    | *βɽgjat brgyad |
| '9'   | ku13          | ɡɯ31          | kṳ            | gu            | gu            | gu55           | kṳ̀            | ɦgɘ   | gə33    | *dgu dgu       |
| '10'  | ʨu53          | ʨɯ53          | tɕu           | ʦutʰambaː     | ʧú            | ʦi55tʰɑm11ba11 | ʨʉ̄            | ʨɘ    | ʨə55    | *ɸʨu btšu      |

수사 발음에는 대체로 성조가 있다.
동부, 중부 티베트 언어의 수사:
| GLOSA | 종카-라카 | 종카-라카 | 발티-라닼 | 발티-라닼 | 발티-라닼 | 발티-라닼 | 발티-라닼 | 스삐티브호띠 |
| GLOSA | 종카      | 시킴      | 발띠      | 챵탕      | 라다크    | 뿌릭      | 장스까리  | 스삐티브호띠 |
| ----- | --------- | --------- | --------- | --------- | --------- | --------- | --------- | ------------ |
| '1'   | ʨí        | ʧi        | ʧik       | ʧik       | ʧik       | ʧik       | ʧiʔ       | ʧík          |
| '2'   | ɲí        | ni        | ɲis       | ɲis       | ɲis       | ɲis       | ɲiː       | ɲiː          |
| '3'   | súm       | súm       | xsum      | sum       | sum       | sum       | sum       | súm          |
| '4'   | ʃi̤        | ʒe        | βʒi       | zi        | zi        | ʒi        | ʒi        | ʒì           |
| '5'   | ŋə        | ŋa        | ɣɑ        | ŋa        | ʂŋa       | ʂŋə       | ŋa        | ŋá           |
| '6'   | dʑo       | tʰu       | truk      | ɖruk      | ʈuk       | ʈuk       | ʈuʔ       | ʈùk          |
| '7'   | ty̤n       | dĩ        | βdun      | dun       | rdun      | rdun      | ðun       | dùn          |
| '8'   | kæ̤        | gɛ        | βgyʌt     | gʲat      | rgʲat     | rgyət     | ʝət       | ɟèt          |
| '9'   | kṳ        | go        | rgu       | gu        | rgu       | rgu       | ɣu        | gù           |
| '10'  | ʨu tʰam   | ʧɔːmba    | ɸʧu       | ʧu        | rʧu       | rču       | ʧu        | ʧú           |

## 같이 보기
- 티베트 문자